# 阿赫恩
阿赫恩（德語：Achern，發音：[ˈaxɐn] ⓘ）是德国巴登-符腾堡州弗赖堡行政区奥尔特瑙县的城市，面积65.24平方千米，2023年12月31日人口为26,664人，是奥尔特瑙县第四大城市，仅次于奥芬堡、黑林山区拉尔和凯尔。

## 地理

### 地理位置
阿赫恩位于黑林山北部，阿赫河谷的入口。距离上莱茵河谷的最东端和霍尔尼斯格林德山都不远。阿赫河源于黑林山，从东南流入阿赫恩，流经上阿赫恩，然后穿过了阿赫恩镇中心（阿赫恩老城位于河的东岸），然后又经过福滕巴赫和格罗斯韦尔，最后流入莱茵河。
阿赫恩湖是阿赫恩最大的湖泊，位于城镇西部。

### 周边市镇
按顺时针方向，阿赫恩毗邻拉施塔特县的利希特瑙和奥特斯韦尔，以及奥尔特瑙县的萨斯巴赫、劳夫、萨斯巴赫瓦尔登、卡珀尔罗代克、伦兴和莱茵瑙。

### 分区
除市中心（Kernstadt）外的其他区域（福滕巴赫、加姆斯胡斯特、格罗斯韦尔、默斯巴赫、上阿赫恩、恩斯巴赫、萨斯巴赫里德和瓦格斯胡斯特）于20世纪70年代并入阿赫恩。

## 友好城市
- 法國 莫雷（今上比耶讷）